# برينسون (جورجيا)
برينسون (بالإنجليزية: Brinson, Georgia)‏ هي بلدة تقع في مقاطعة ديكاتور بولاية جورجيا في الولايات المتحدة. تبلغ مساحتها 4.8 (كم²)، وترتفع عن سطح البحر 37 م، بلغ عدد سكانها 215 نسمة في عام 2010 حسب إحصاء مكتب تعداد الولايات المتحدة وتصل الكثافة السكانية فيها 46.9 نسمة/كم2.

## وصلات خارجية
- The US50 - Cities and Towns in Georgia State
- Georgia Cities and Towns, Facts, Map, Flag, Colleges, Government, and More